# Armand Fallières
Clément Armand Fallières (6. listopadu 1841, Mézin, Lot-et-Garonne – 22. června 1931, tamtéž) byl francouzský politik a v letech 1906 až 1913 prezident Francie.
Vystudoval právo v Toulouse a v Paříži a stal se advokátem v Néracu, kde následně roku 1868 zahájil svoji politickou kariéru jako obecní radní. O tři roky později se stal starostou Néracu, přičemž v roce 1871 byl také zvolen do generální rady celého departmentu Lot-et-Garonne. Kvůli tomu, že byl zarytým stoupencem republiky, přišel v květnu 1873 po abdikaci Adolpha Thierse o svoji pozici. Již v únoru 1876 byl ale zvolen místostarostou Néracu a na konci roku 1877 v dalších volbách znovuzvolen.
Od května 1880 do listopadu 1881 působil jako podtajemník na ministerstvu vnitra pod Julesem Ferrym, od 7. srpna 1882 do 20. února 1883 pak toto ministerstvo vedl. Od 29. ledna 1883 byl na měsíc i premiérem a dočasně vedl i ministerstvo zahraničních věcí. Následně zastával různé ministerské pozice, působil např. jako ministr vnitra, spravedlnosti a veřejných služeb, přičemž v rámci poslední zmiňované pozice pracoval např. na úpravách vzdělávacího systému.
V červnu 1890 byl zvolen do senátu (poměrem hlasů 417 ku 23), v březnu 1899 pak předsedou senátu. Tuto pozici zastával až do ledna 1906, kdy byl unií levicových stran z obou komor parlamentu navržen jako kandidát na prezidenta. Tím se stal hned v prvním kole, když poměrem hlasů 449 ku 371 porazil Paula Doumera.